# Rolling Stone Original
Rolling Stone Original é um EP da banda Papa Roach, lançado em 2004 contendo três faixas gravadas ao vivo.
O EP pode ser encontrado com exclusividade no site Rhapsody.

## Faixas
| N.º | Título                     | Duração |  |
| 1.  | "She Loves Me Not"         | 3:47    |  |
| 2.  | "Last Resort"              | 3:28    |  |
| 3.  | "Getting Away with Murder" | 3:15    |  |